# Neu-Westend (metrostation)
Neu-Westend is een station van de metro van Berlijn, gelegen onder de Olympische Straße, nabij de Steubenplatz, in het Berlijnse stadsdeel Westend. Het metrostation kwam reeds in ruwbouw gereed in 1913, maar werd pas negen jaar later in gebruik genomen. Station Neu-Westend, een beschermd monument, maakt deel uit van lijn U2.

## Geschiedenis
Nadat het stamtracé, de eerste Berlijnse metrolijn, in 1908 verlengd was naar de Reichskanzlerplatz (nu Theodor-Heuss-Platz), ontstond behoefte aan een nieuwe werkplaats voor de metro. De enige werkplaats van het net, bij station Warschauer Brücke, was na de diverse verlengingen te klein geworden. Het Pruisische Bosbeheer wilde een deel van het Grunewald te gelde maken en hier vond men een geschikte bouwlocatie. Het metrobedrijf, de Hochbahngesellschaft, kocht 14 hectare grond en verplichtte zich er daarbij tegelijkertijd toe de metrolijn van Westend naar het in aanbouw zijnde Deutsches Stadion te verlengen. Op het nieuwe traject, dat in gebruik kwam op 8 juni 1913, werd een tussenstation in ruwbouw aangelegd, dat vanwege de geringe bebouwing in de omgeving voorlopig niet voltooid zou worden. Dit station had als geplande naam Reichstraße en zou uiterlijk 1 april 1918 in dienst moeten komen.
De uitbraak van de Eerste Wereldoorlog zorgde ervoor dat de oorspronkelijk gestelde termijn niet gehaald kon worden. Na de oorlog was de villawijk echter zo goed als voltooid en besloot men het reeds voorbereide station af te bouwen en gebruik te nemen. De opdracht werd gegund aan Alfred Grenander, huisarchitect van de Hochbahngesellschaft. Op 20 mei 1922 opende station Neu-Westend ten slotte zijn deuren. Tegelijkertijd begon de reguliere dienst naar station Stadion, dat voordien alleen tijdens evenementen bediend werd.
Vanwege het gebrek aan financiële middelen dat de Hochbahngesellschaft in deze slechte economische jaren teisterde, zag men bij de inrichting van station Neu-Westend af van overbodige decoratie. De wanden kregen een eenvoudige groene beschildering. De toegang aan de Steubenplatz had in tegenstelling tot de rest van het station wel enige flair en werd gedecoreerd met een zandstenen portaal met lantaarns. Hierbij ging het echter om een hergebruikt bouwwerk, dat oorspronkelijk het station van de Schöneberger U-Bahn (de huidige U4) onder de Nollendorfplatz sierde. Dit metrostation werd namelijk in dezelfde periode herbouwd, waardoor het portaal, daterend uit 1910 en ontworpen door Friedrich Gerlach, onnodig was geworden.

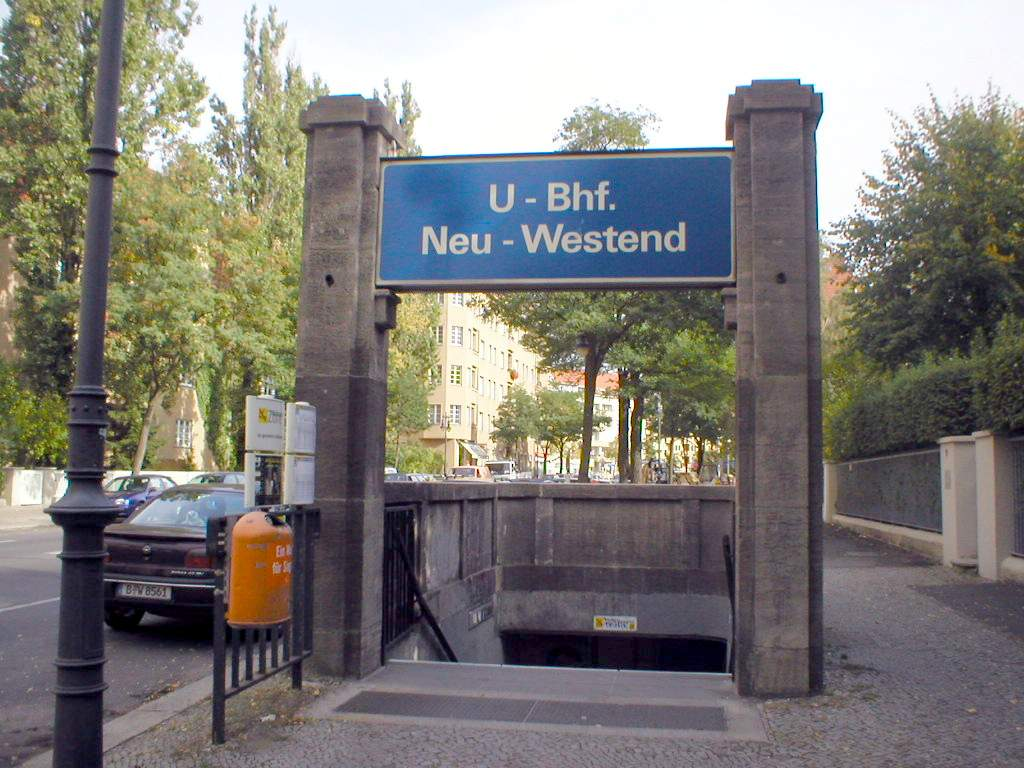
Westelijke toegang aan de Olympische Straße

Aanvankelijk was het eilandperron van station Neu-Westend alleen bereikbaar via de oostelijke toegang aan de Steubenplatz. In 1935 bouwde men, in de aanloop naar de Olympische Spelen die een jaar later zouden plaatsvinden in de buurt van Neu-Westend, een tweede toegang aan de westzijde van het station. Ook hier werd een portaal geplaatst, naar het voorbeeld van Gerlachs creatie, maar in enigszins vereenvoudigde vorm. In de decennia die volgden veranderde er nauwelijks iets aan het station, dat de Tweede Wereldoorlog ongeschonden doorstond.
In 1987 onderging het metrostation voor het eerst een modernisering. De wanden langs de sporen werden bekleed met groene keramische panelen. De twee toegansportalen bleven behouden. Aan het begin van de jaren 1990 legde men ten westen van station Neu-Westend een aantal opstelsporen aan, die in 2007 echter weer werden verwijderd om kosten te besparen.
Station Neu-Westend is momenteel niet toegankelijk voor mindervaliden, maar uiteindelijk moeten alle Berlijnse metrostations van liften voorzien zijn. In Neu-Westend zal de inbouw van een lift volgens de prioriteitenlijst van de Berlijnse Senaat echter pas na 2010 plaatsvinden.